# すやり霞

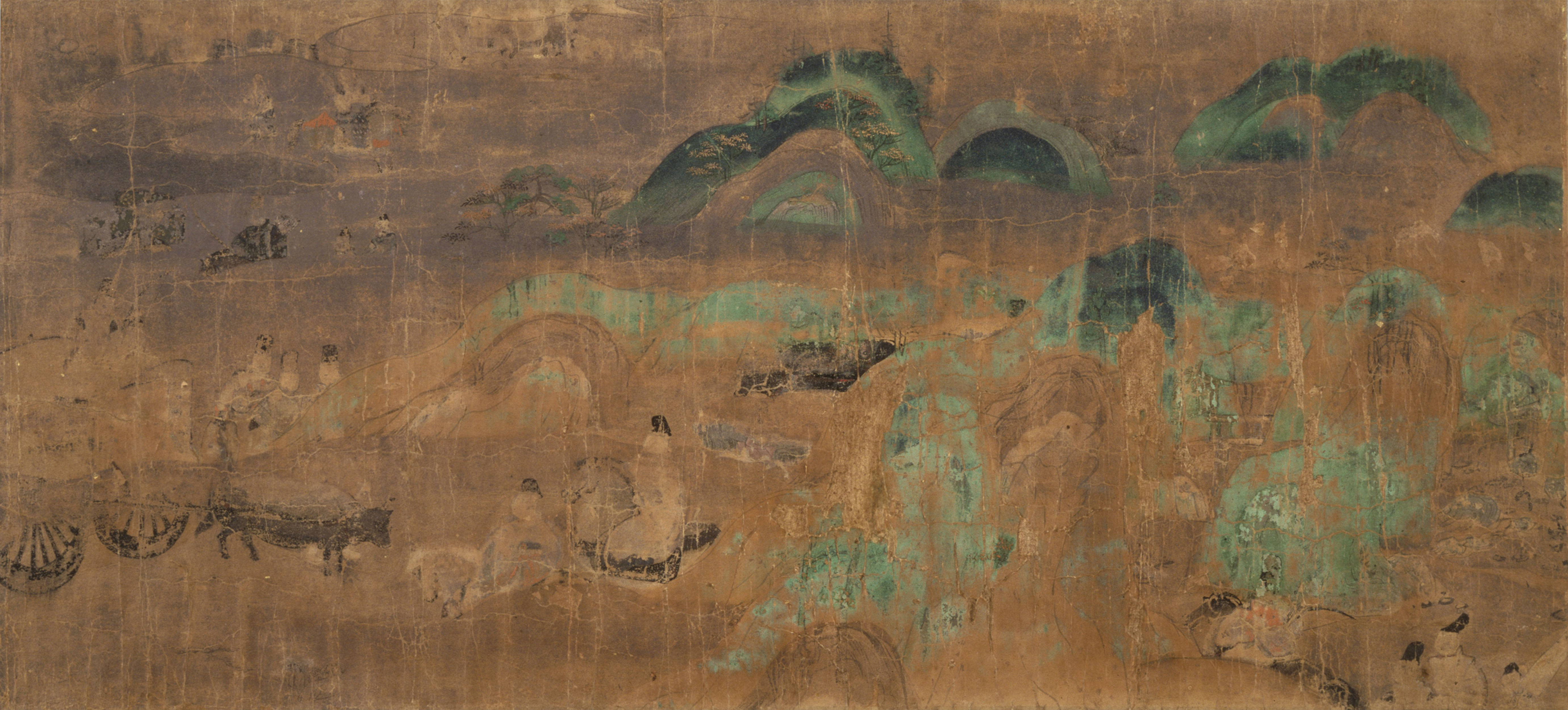
源氏物語絵巻（隆能源氏）関屋の帖（国宝・12世紀）
すやり霞の原形ともいうべき霞の表現が山の腹を隠している。形状はごく不定形である。

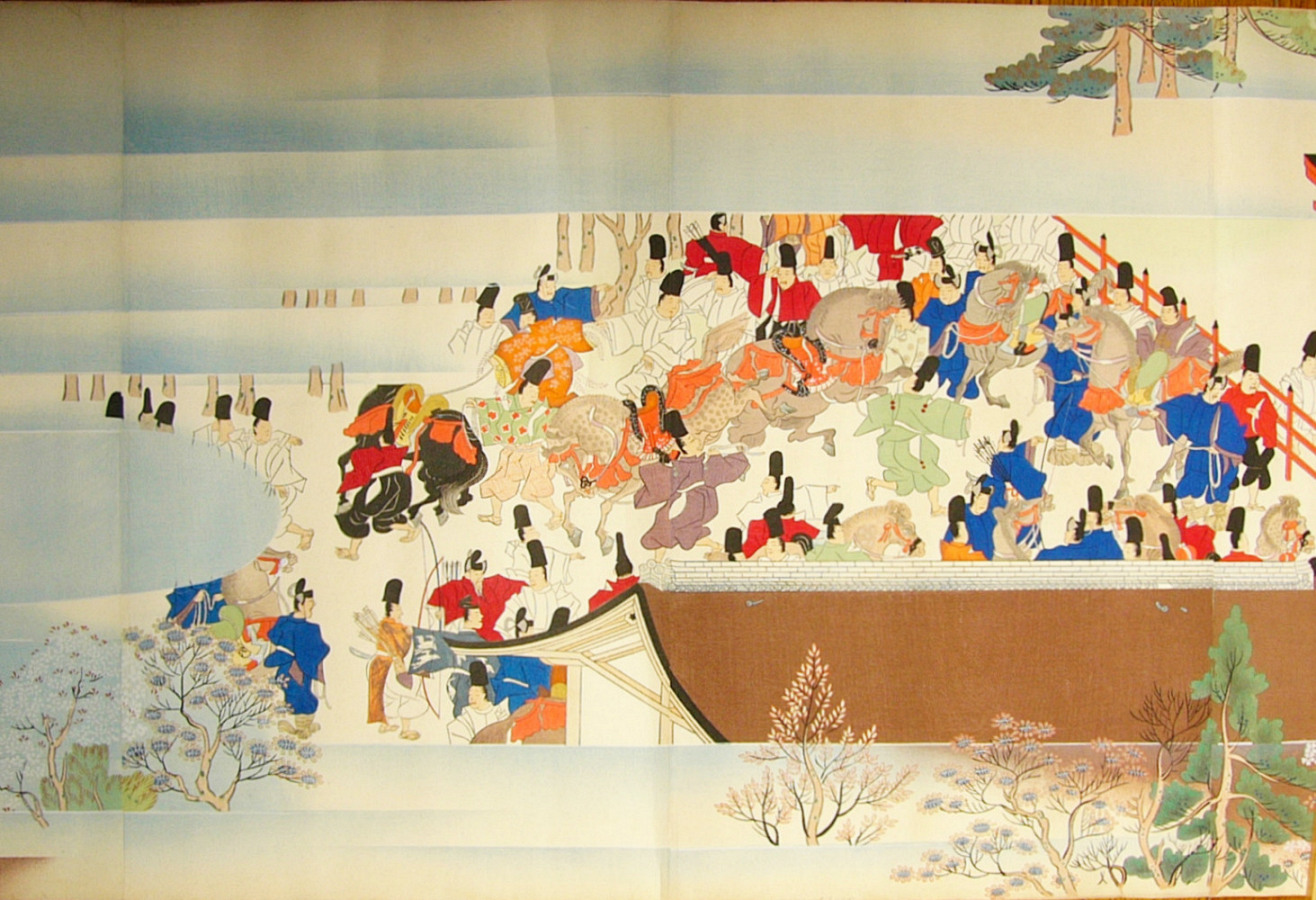
春日権現験記絵巻第２巻（宮内庁・14世紀）
鎌倉時代末期、既に様式化している

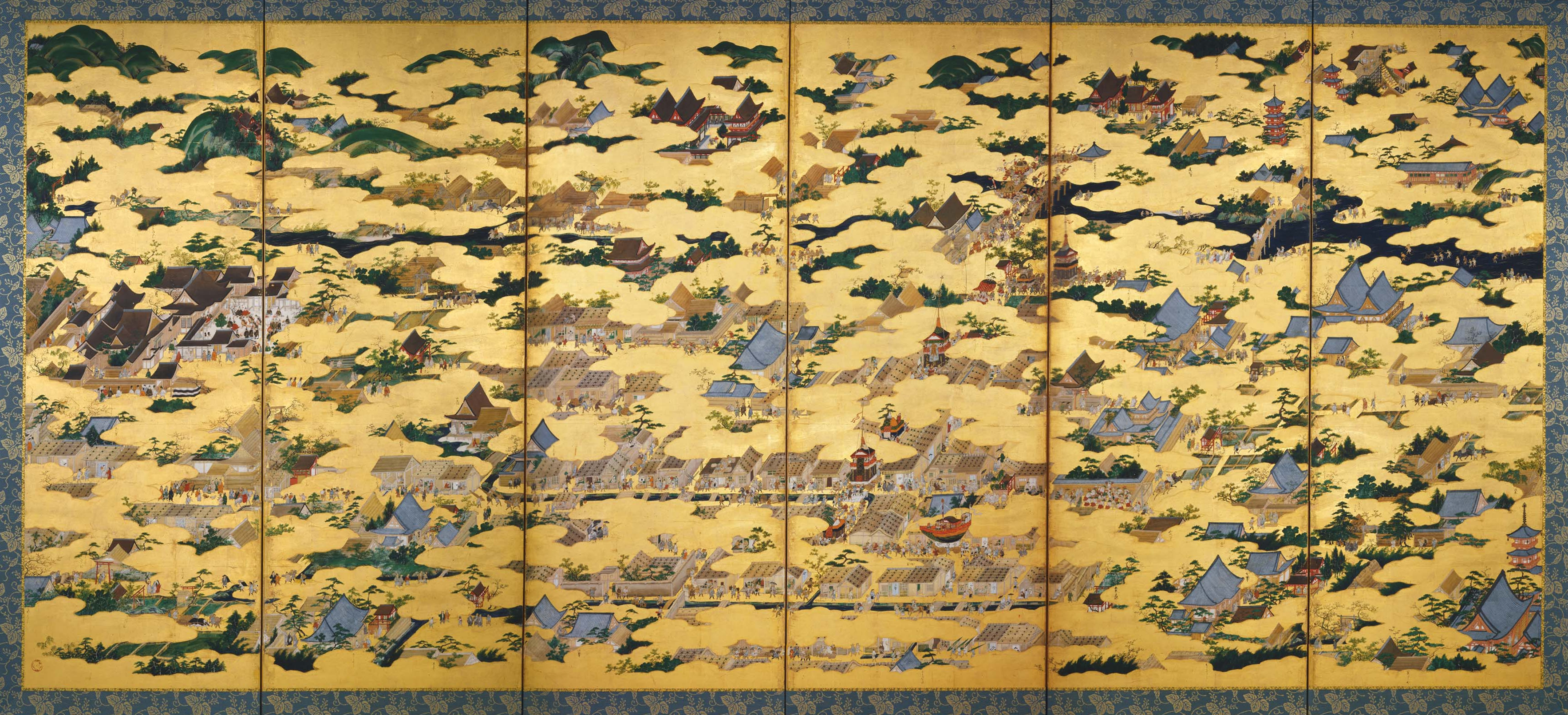
洛中洛外図屏風（上杉本）右隻（国宝・16世紀）
京都の街を埋め尽くさんばかりの金色の霞。決して街が霧に包まれているというわけではなく、純粋に視覚的効果のために挿入された様式表現である。

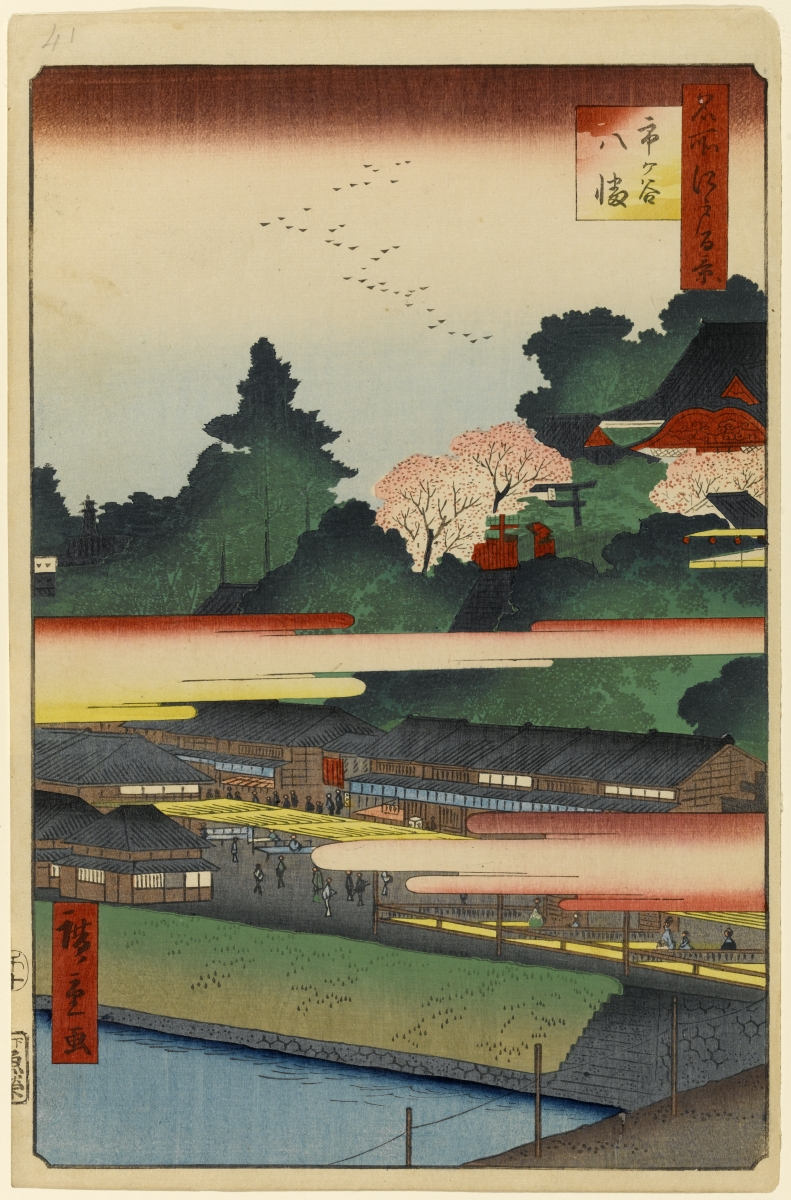
歌川広重「名所江戸百景」より「市ヶ谷八幡」（19世紀）
江戸後期から明治期にかけての錦絵、読本の挿絵などにおいても霞は多用された。

すやり霞（すやりがすみ）は、大和絵特有の、ある種の表現手法の通称である。槍霞（やりがすみ）ともいう。
画面の随所に“霞”を描き込むことによって、余白的効果をもたらして画面が煩雑になるのを避けたり、
日本的な遠近法として、画面の上方が標高が高いという約束ごとを積層する霞で表現する時に用いられる。
絵巻物などでは、同一画面内で複数のシーンを共存させ、シーンからシーンへと自然な形で遷移させるような効果をもつ。
また、ストーリーの終端を暗示的に終わらせる手法としても用いられる。
元来野山にかかる雲や霞を不定形のもやもやで表現したものであったが、絵巻物などに多用されるなかで次第に様式化され、一定のフォルムをもつに至った。同時に「雲」や「霞」という本来の意味は失われ、もっぱら画面構成上の手法として、ときには単なる“お約束”として、描かれるようになったものである。